# Nazionale maschile di beach soccer della Norvegia
La nazionale di beach soccer della Norvegia rappresenta la Norvegia nelle competizioni internazionali di beach soccer.

## Rosa
Aggiornata a luglio 2012:
| N. |                     | Ruolo | Calciatore                 |
| -- | ------------------- | ----- | -------------------------- |
| 1  | Norvegia (bandiera) | P     | Karl Fredrik Kalle Røsland |
| 3  | Norvegia (bandiera) | A     | Bjorn Totland              |
| 6  | Norvegia (bandiera) | D     | Tom-Rune Sorensen          |
| 7  | Norvegia (bandiera) | C     | Pak Ling Li                |

| N. |                     | Ruolo | Calciatore           |
| -- | ------------------- | ----- | -------------------- |
| 9  | Norvegia (bandiera) | C     | Henrik Salveson      |
| 10 | Norvegia (bandiera) | A     | Endre Hansen         |
| 14 | Norvegia (bandiera) | A     | Jorn Jacobsen        |
| 16 | Norvegia (bandiera) | P     | Arnfinn Rekdal       |
| 12 | Norvegia (bandiera) | P     | Khalid "Hulk" Hacham |

Allenatore: Rune Kandal